# Tefroseris

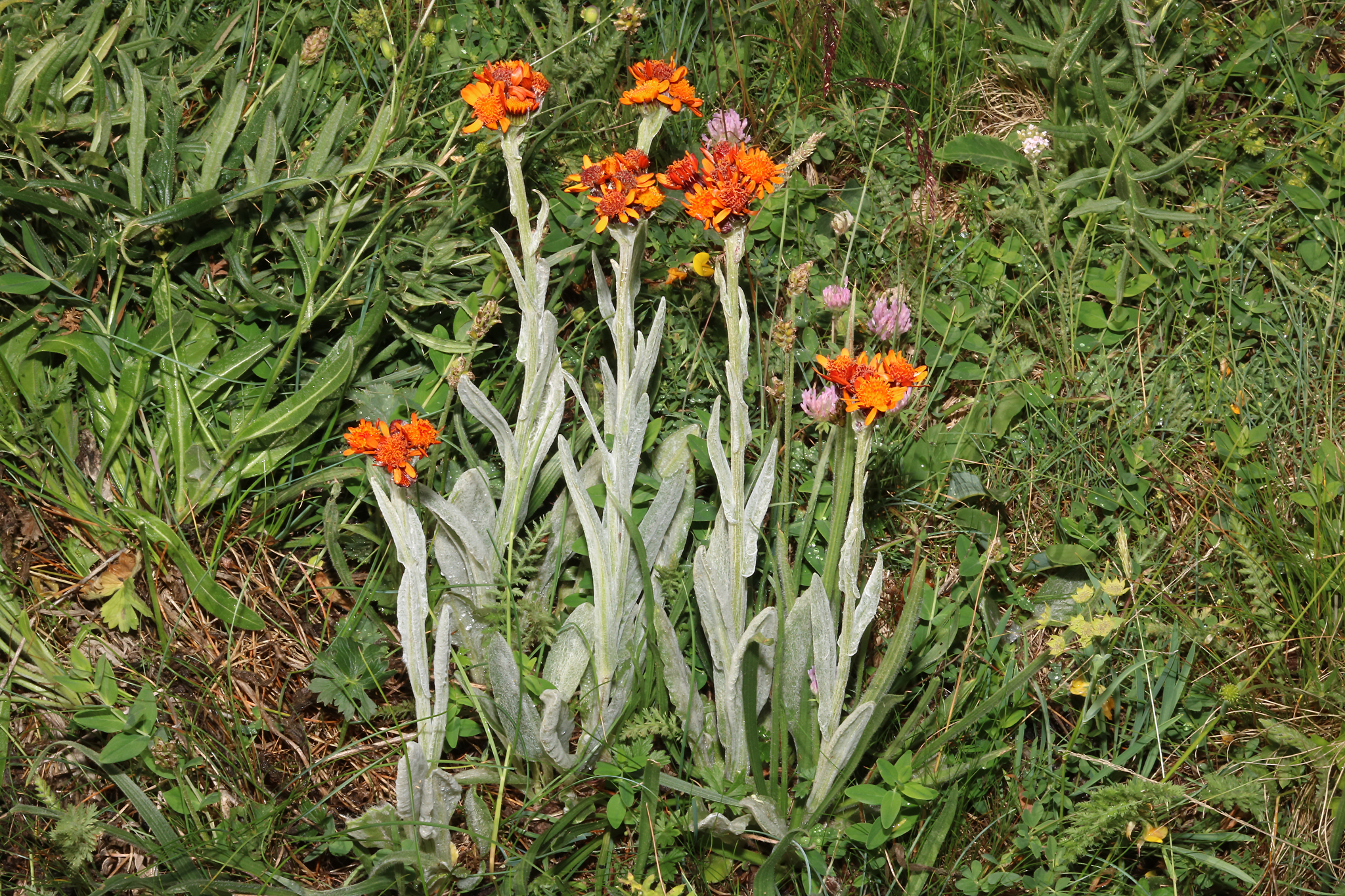
Tefroseris całolistny główkowaty T. integrifolia subsp. capitata

Tefroseris (Tephroseris (Rchb.) Rchb.) – rodzaj roślin z rodziny astrowatych. Obejmuje 44 gatunki. Występują one w strefie umiarkowanej i subarktycznej półkuli północnej – w Europie, Azji i Ameryce Północnej. W Polsce rodzaj reprezentowany jest przez cztery gatunki: tefroserisa całolistnego T. integrifolia, starca kędzierzawego Tephroseris crispa, starca błotnego T. palustris i starca długolistnego T. papposa (poza tym dwa podgatunki T. integrifolia bywają podnoszone do rangi gatunków – tefroseris całolistny główkowaty (starzec główkowaty) T. integrifolia subsp. capitata i tefroseris całolistny pomarańczowy (starzec pomarańczowy) T. integrifolia subsp. aurantiaca). Mimo odrębnego pochodzenia, przynależności do odmiennych podplemion, gatunki z tego rodzaju były i wciąż bywają łączone z rodzajem starzec Senecio.
Tefroseris całolistny T. integrifolia bywa uprawiany jako roślina ozdobna.

## Morfologia
PokrójNa ogół byliny lub rośliny dwuletnie, tylko w przypadku T. palustris rośliny roczne o pędzie dętym z bulwiasto zgrubiałą nasadą. Łodygi pojedyncze lub w luźnych skupieniach, wzniesione, osiągające od 10 do ponad 100 cm. Pędy zwykle pajęczynowato owłosione.
LiścieOdziomkowe i łodygowe, skrętoległe, siedzące, ale często z nasadą blaszki zwężoną u nasady lub ogonkowe. Górne liście siedzące i mniejsze od dolnych. Blaszki niepodzielone, całobrzegie, piłkowane lub ząbkowane, czasem faliste lub pierzasto wcinane, zwykle owłosione.
KwiatyZebrane w niezbyt liczne lub pojedyncze koszyczki, czasem też w liczbie kilkudziesięciu, tworzących podbaldachy na szczycie pędu. Okrywy są półkuliste lub dzwonkowate o średnicy od 8 do kilkunastu mm. Listki okrywy wyrastają w jednym lub rzędach, są prosto wzniesione i wolne, mają kształt lancetowaty do równowąskiego, na końcach są błoniaste, poza tym zwykle pajęczynowato owłosione. U nasady okrywy brak dodatkowych listków. Dno kwiatostanowe jest płaskie lub lekko wypukłe i gładkie – bez plewinek. Kwiatów języczkowych czasem brak albo jest ich 8, 13 lub 21, mają barwę żółtą lub żółtopomarańczową. Są one słupkowe i płodne. W środkowej części koszyczka rozwijają się kwiaty obupłciowe rurkowate. Ich korona jest w dole rurkowata, zakończona 5 równowąskimi łatkami prosto wzniesionymi lub odgiętymi, barwy żółtej lub żółtopomarańczowej, rzadko kremowej lub czerwonawej.
OwoceNiełupki walcowate, 10-żebrowe lub 10-nerwowe, nagie lub lekko omszone. Puch kielichowy trwały, w postaci kilkudziesięciu białych lub brązowawych włosków.
Rodzaje podobneStarzec Senecio w Europie różni się obecnością dodatkowych listków u nasady okrywy, nieciągłą strefą płodną znamion.

## Systematyka
Rodzaj z podplemienia Tussilagininae plemienia Senecioneae z podrodziny Asteroideae i rodziny astrowatych Asteraceae. Mimo że gatunki tu zaliczane wyodrębnione zostały w 1841 roku w randze rodzaju, przez znaczną część XIX i XX wieku na ogół traktowane były jako sekcja Tephroseris w obrębie rodzaju starzec Senecio. Odrębność tego rodzaju na podstawie kryteriów morfologicznych wykazana została przez Kåre Bremera w 1994 i na początku XXI wieku potwierdzona została w analizach molekularnych. Rodzaj należy do odrębnego niż Senecio podplemienia, w obrębie którego wchodzi w skład grupy (kladu) Ligularia-Cremanthodium-Parasenecio. Zaliczanie tych gatunków do rodzaju Senecio czyni z niego takson polifiletyczny.
Wykaz gatunków
- Tephroseris adenolepis C.Jeffrey & Y.L.Chen
- Tephroseris × arctisibirica (Jurtzev & Korobkov) Czerep.
- Tephroseris balbisiana (DC.) Holub
- Tephroseris cladobotrys Griseb. & Schenk
- Tephroseris crassifolia Griseb. & Schenk
- Tephroseris crispa (Jacq.) Rchb. – starzec kędzierzawy
- Tephroseris flammea (DC.) Holub
- Tephroseris frigida (Richardson) Holub
- Tephroseris furusei (Kitam.) B.Nord.
- Tephroseris gurensis Barkalov
- Tephroseris helenitis (L.) B.Nord.
- Tephroseris hieraciiformis (Kom.) Barkalov
- Tephroseris integrifolia (L.) Holub – tefroseris całolistny[6], starzec polny[7]
- Tephroseris jacutica (Schischk.) Holub
- Tephroseris kawakamii (Makino) Holub
- Tephroseris kirilowii (Turcz. ex DC.) Holub
- Tephroseris kjellmanii (A.E.Porsild) Holub
- Tephroseris koreana (Kom.) B.Nord. & Pelser
- Tephroseris lindstroemii (Ostenf.) Á.Löve & D.Löve
- Tephroseris longifolia (Jacq.) Griseb. & Schenk
- Tephroseris newcombei (Greene) B.Nord. & Pelser
- Tephroseris ochotensis Barkalov
- Tephroseris palustris (L.) Schrenk ex Rchb. – starzec błotny
- Tephroseris papposa (Rchb.) Schur – starzec długolistny
- Tephroseris phaeantha (Nakai) C.Jeffrey & Y.L.Chen
- Tephroseris pierotii (Miq.) Holub
- Tephroseris porphyrantha (Schischk.) Holub
- Tephroseris praticola (Schischk. & Serg.) Holub
- Tephroseris pricei (N.D.Simpson) Holub
- Tephroseris pseudoaurantiaca (Kom.) Czerep.
- Tephroseris pseudosonchus (Vaniot) C.Jeffrey & Y.L.Chen
- Tephroseris pyroglossa (Kar. & Kir.) Holub
- Tephroseris rufa (Hand.-Mazz.) B.Nord.
- Tephroseris schistosa (Kharkev.) Barkalov
- Tephroseris sichotensis (Kom.) Holub
- Tephroseris stolonifera (Cufod.) Holub
- Tephroseris subdentata (Bunge) Holub
- Tephroseris subfrigida (Kom.) Holub
- Tephroseris subscaposa (Kom.) Czerep.
- Tephroseris sukaczevii (Schischk.) Holub
- Tephroseris taitoensis (Hayata) Holub
- Tephroseris takedana (Kitam.) Holub
- Tephroseris turczaninovii (DC.) Holub
- Tephroseris vereszczaginii (Schischk. & Serg.) Holub
- Tephroseris yukonensis (A.E.Porsild) Holub